# Proechimys poliopus
Proechimys poliopus é uma espécie de roedor da família Echimyidae.
Encontrada somente a sudoeste do lago Maracaibo até Perijá, na Venezuela. É possível que ocorra também na Colômbia.